# 惠勒角
73°58′S 61°5′W / 73.967°S 61.083°W
惠勒角（英語：Cape Wheeler），是南極洲的海岬，位於帕爾默地東岸，處於賴特灣入口處北面，海拔高度460米，在1940年由美國研究隊拍攝空中照片，現時由南極條約體系管理。